# Castelo de Folgosinho
O Castelo de Folgosinho, na Beira Alta, localiza-se na vila e freguesia de Folgosinho, município de Gouveia, distrito da Guarda, em Portugal.
Na vertente norte da serra da Estrela, o castelo é o ex libris da povoação, cuja fundação é atribuída ao lendário Viriato, que aqui teria nascido. Juntamente com o de Linhares e com o de Celorico, o castelo de Folgosinho compunha um triângulo defensivo do vale do rio Mondego.
O Castelo de Folgosinho está classificado como Imóvel de Interesse Público desde 1936.

## História

### Antecedentes
A primitiva ocupação humana dos sítios do castelo e da povoação remonta a dois castros pré-romanos. Não foram localizadas informações sobre possíveis ocupações subsequentes.

### O castelo medieval
À época da Reconquista cristã da Península Ibérica, o rei D. Sancho I (1185-1211) outorgou-lhe carta de foral em 1187, tendo em vista, a sua posição estratégica e a necessidade de povoamento e defesa da região. O seu sucessor, D. Afonso II (1211-1223), confirmou-lhe o foral (1217). Alguns autores referem que D. Dinis (1279-1325) repetiu o ato.
No século XVI, D. Manuel I (1495-1521) concedeu-lhe Foral Novo (1512). Nesse período, sendo a vila e seu termo, por força de seus forais, consideradas como Terra de El - Rei, tiveram como donatários, os marqueses de Arronches, os duques de Lafões e os condes de Miranda do Corvo. Constituía-se ainda em Comenda da Ordem de Cristo.

### Do século XIX aos nossos dias
Em virtude da reformulação administrativa do reino em 1836, Folgosinho deixou de ser sede de Concelho, em favor de Gouveia.
No século XX, o seu castelo foi classificado como Imóvel de Interesse Público por Decreto publicado em 25 de Março de 1936. Atualmente bem conservado, constitui-se em atração turística regional.

## Características
Erguido em posição dominante na cota de novecentos e trinta e três metros acima do nível do mar, o castelo foi erguido com pedra de quartzo branco-rosado, o que lhe confere uma beleza singular.